# Калашников Михайло Михайлович
Михайло Михайлович Калашников (11 жовтня 1906, Ундол, Владимирська область, Російська імперія — 19 квітня 1944, Севастополь, СРСР) — радянський фотограф, журналіст, фотокореспондент газети «Правда».

## Біографія

### Дитинство і юність
Народився в селянській родині в селі Ундол (нині входить до складу міста Лакінськ). Навчаючись у школі, виявляв схильність до громадської роботи. Був активним учасником шкільної піонерської організації, потім вступив до комсомолу. У 1924 році закінчив школу і приїхав до Москви, де вступив до друкарні видавництва «Правда» чорноробом і незабаром опанував професію штрихового травильника-цинкографа. При цьому також займався у фотогуртку при редакції газети «Правда» та ілюстрував друкарську газету «Правдист».
У 1925 році вступив до комсомолу, був обраний заступником секретаря осередку ВЛКСМ видавництва. У 1928 році прийнятий до лав ВКП (б), обирався парторгом ілюстраційного, інформаційного та іноземного відділів. У 1930 році перейшов до ілюстраційного відділу редакції «Правди». Із 1939 року призначений в. о. завідувача ілюстраційним відділом газети «Правда».

### Довоєнні роки
Перші відповідальні зйомки Михайлу Калашникову було доручено провести на XVI партійному з'їзді, який проходив із 26 червня по 13 липня 1930 року у будівлі Большого театру.
Пізніше Калашникову доводилося знімати Йосипа Сталіна та інших керівників і знакових особистостей країни, серед яких були: Максим Горький, Георгій Жуков, Валерій Чкалов, Петро Капица та ін.

### Німецько-радянська війна
У Робітничо-селянській Червоній армії з 1940 року. У перші дні німецько-радянської війни призначений фотокореспондентом газети «Правда» по Західному фронту. Постійно перебував у діючій армії, знімаючи бойові епізоди під Оршею, Смоленськом, Москвою, Ярцево і Духовщиною. Часто працював безпосередньо на полі бою. У 1943 році під час Смоленської наступальної операції підірвався на міні і отримав важку контузію, але залишився в строю. Навесні 1944 року відряджений на 4-й Український фронт.
Майор Михайло Калашников загинув 19 квітня 1944 року під час Кримської операції при штурмі радянськими військами Сапун-гори під Севастополем, куди фотокор вирушив для зйомок визволення міста від німецьких загарбників. Після загибелі Михайла Михайловича естафету найбільш відповідальних зйомок прийняла його дружина — Марія Іванівна Калашникова. Біля труни чоловіка вона дала обіцянку продовжити його улюблену справу і всю себе віддати роботі, віддати служінню Батьківщині, за яку він загинув.
Похований на Новодівичому кладовищі.

## Нагороди
- орден Вітчизняної війни I ступеня (16.05.1944, посмертно);
- орден Червоної Зірки (19.02.1943).